# 京哈特急列車
京哈特急列車（けいごう-とっきゅうれっしゃ）とは中華人民共和国北京市と黒竜江省ハルビン市の特急列車をさす。

## 概説
京哈特急列車では、青島四方機車車輛、南京浦鎮車輛廠製の中国国鉄25T型客車が使用されている，車掌もハルビン鉄路局擔當。

## 列車詳細

### 列車番号・Z1/2次
- 運用区間：北京 - ハルビン/ハルビン東
- 運行距離：1249km
- 運行日：每日運行

### 列車番号・Z15/16次
- 運用範囲：北京 - ハルビン
- 運用距離：1249km
- 運行日：每日運行

### 列車番号・Z203/204次
- 運用区間：北京 - ハルビン
- 運用距離：1249km
- 運行日：每2日運行